# Paul Élie Dubois
Paul Élie Dubois, né à Colombier-Châtelot (Doubs) le 20 octobre 1886 et mort à Colombier-Châtelot le 14 février 1949, est un peintre français, rattaché à l'École d'Alger.

## Biographie
Paul Élie Dubois est le fils d’Élie Dubois, dentiste à Montbéliard et membre d'une communauté religieuse particulière, les Assemblées de Frères (ou darbystes).
Élève d'Albert Maignan à l'Académie Julian et de Jean-Paul Laurens et Fernand Cormon aux Beaux-arts de Paris, Paul Élie Dubois expose aux artistes français dès 1908 avec un portrait d'un Paysan Comtois. En 1910, il y envoie un portrait du Professeur John Viénot et obtient en 1911 une mention honorable par un portrait intitulé Jeanne. L’État acquiert en 1912 sa toile Harmonie en blanc et il présente encore en 1913, La Robe rose et Les ramasseurs de bois l'hiver puis en 1914 Printemps.
Lors de la Première Guerre mondiale, il peint une grande composition nommée Deuil qui lui vaut au Salon des artistes français de 1920 une médaille d'argent, le prix Eugène-Thirion et une bourse de voyage. C'est ainsi qu'il part cette année-là pour un séjour de deux ans à la Villa Abd-el-Tif d'Alger.
Son retour est un grand succès. Il obtient en 1922 une médaille d'or au Salon pour la toile Femmes arabes au cimetière d'El-Kettar et passe alors en hors-concours. L'Institut le récompense aussi en 1923 ainsi que le Conseil supérieur des beaux-arts qui lui attribue son prix National pour Les Musiciens arabes et La Paix dans la lumière.
En 1926, le Salon reçoit Le Blanc Cortère, Un marché au tapis et Marrakech (Maroc). Il expose aussi au Salon des Tuileries une série de toiles rapportées de son voyage au Maroc.
C'est un peintre ethnographe qui participe à de nombreuses missions au Hoggar en particulier dès 1928. Il est présent à l'Exposition coloniale de 1931, à l'Exposition internationale de Bruxelles en 1935, aux expositions universelles de Paris en 1937 et à New York en 1939.
Ses œuvres sont conservées, entre autres, au Musée du Luxembourg, au Petit-Palais, au Metropolitan Museum of Art, au Musée des beaux-arts d'Alger, au Musée national Zabana d'Oran, au Musée national du Bardo, au musée des Années Trente de Boulogne-Billancourt, aux musées de Montbéliard, de Besançon, de Luxeuil-les-Bains, de Voiron et de Narbonne.
Il est marié à Henriette Damart, également peintre.
En 2019, la ville de Luxeuil-les-Bains lui rend hommage. À cet effet, le musée de la tour des Échevins présente simultanément, du 2 avril au 12 octobre, deux expositions présentant les œuvres de deux peintres orientalistes, Paul-Élie Dubois et l’artiste contemporain Hocine Ziani. Ce sont deux regards qui se croisent, à des époques différentes, sur un même thème: le Hoggar.

## Œuvres référencées
- Femme noble du Hoggar, Tamanrasset, localisation inconnue[5].
- La Montagne Hadrian, Tamanrasset, localisation inconnue[6].
- Campement au pied du mont Akarakar, illustration des chants du Hoggar, localisation inconnue[7].

Œuvres de
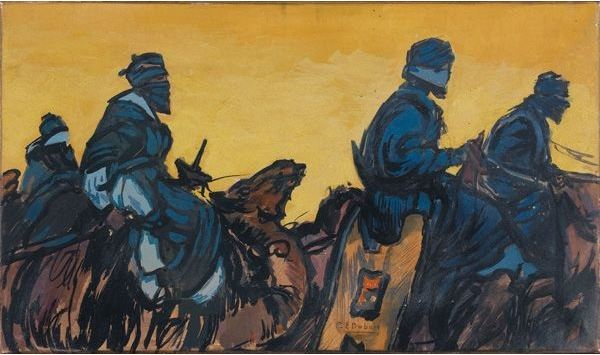
Les Méharistes, localisation inconnue.
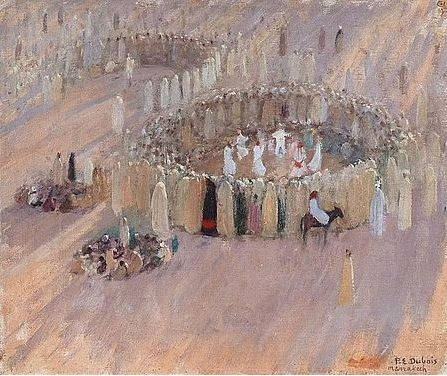
Danceurs Shilha, localisation inconnue.
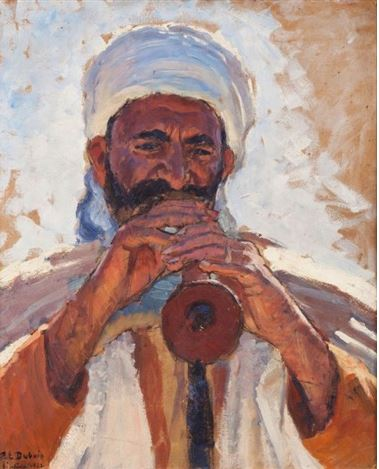
Joueur de flute, localisation inconnue.
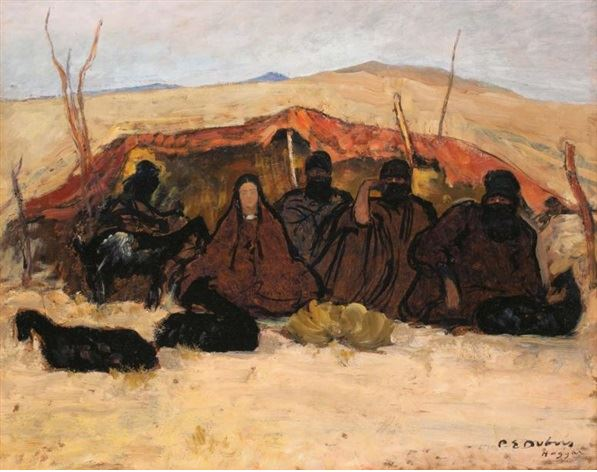
Campement au Hoggar, localisation inconnue.

## Récompenses
- Prix Thiron (1920).
- Prix Abd-el-Tif (1920).
- Prix national des Beaux Arts (1923).
- Grand prix Arts artistique de l'Algérie (1927).
- Prix Dumoulin pour l'Algérie, Salon de 1935.